# إيمانويل سنتوريون
إيمانويل سنتوريون (بالإسبانية: Emanuel Centurión)‏ هو لاعب كرة قدم أرجنتيني في مركز الوسط، ولد في 25 أغسطس 1982 في Lomas de Zamora Partido ‏ في الأرجنتين. لعب مع إنديبندينتي وتشاكاريتا جيونيورز وفيليز سارسفيلد ونادي أتليتيكو كولون ونادي أطلس ونادي أونيفرسيداد دي تشيلي ونادي شتوتغارت.

## وصلات خارجية
- إيمانويل سنتوريون على موقع قاعدة بيانات كرة القدم.إي يو (الإنجليزية)
- إيمانويل سنتوريون على موقع بيانات كرة القدم. دي إي (الألمانية)
- إيمانويل سنتوريون على موقع Soccerway.com (الإنجليزية)
- إيمانويل سنتوريون على موقع عالم كرة القدم.نت (الإنجليزية)